# NGC 5198
NGC 5198 is een elliptisch sterrenstelsel in het sterrenbeeld Jachthonden. Het hemelobject werd op 12 mei 1787 ontdekt door de Britse astronoom William Herschel.

## Synoniemen
- UGC 8499
- MCG 8-25-15
- ZWG 246.10
- 1ZW 59
- PGC 47441